# 新疆现代职业技术学院
43°51′23″N 87°26′12″E / 43.85635°N 87.43654°E
新疆现代职业技术学院是位于中国新疆维吾尔自治区乌鲁木齐市的一所民办普通大专院校。它前身是建立于1995年的“新疆医科专修学院”。2000年为新疆医科大学高职学院，2004年经自治区人民政府批准并报中华人民共和国教育部备案正式成立。

## 教学
学校开设有护理、康复治疗技术、助产、药学、医学影像技术、医学检验技术等6个统招专业涵盖国家统招普通高职，统招对口高职，统招五年一贯制大专，统招中职，统招成人大专等多个办学层次。2009年有在校生6000人。
图书藏书26万余册。建有医学及相关医学类各类实验室32个，教学实践实习基地125个。